# Laurio
Laurio, o Lavrio (in greco Λαύριο?; in greco classico: Λαύριον o Λαύρειον; in latino: Laurium; prima dell'XI secolo a.C.: Θορικός, Thorikos; tra il Medioevo e il XIX secolo: Εργαστήρι, Ergastiri), è una città situata nella parte sud-orientale dell'Attica, in Grecia. È il capoluogo della municipalità di Lavreotiki. La città di Laurion fu famosa nell'antichità classica per le sue miniere d'argento, che, riscoperte agli inizi del V secolo a.C., diventarono una delle principali fonti di ricavi dello Stato ateniese e costituirono la base per l'instaurazione dell'egemonia di Atene sul Mar Egeo. L'argento metallico era usato soprattutto per il conio delle monete. Tali miniere erano altresì famose per il misero trattamento a cui venivano sottoposti gli schiavi che vi lavoravano. Il porto del Laurio era molto meno importante del vicino Pireo.
Si trova circa 60 km a sud-est di Atene, a sud-est di Keratea ed a nord di Capo Sounion. Laurion si trova in una baia in cui si trova l'isola di Makronisos (in tempi antichi chiamata Helena). Il porto è posizionato al centro, e strade a griglia ricoprono la sua area residenziale. La statale GR-89 attraversa Laurio e termina a sud a Capo Sounion.
La città mineraria di Laurium, nel Michigan, prende il nome dalla sua famosa omonima greca

## Storia

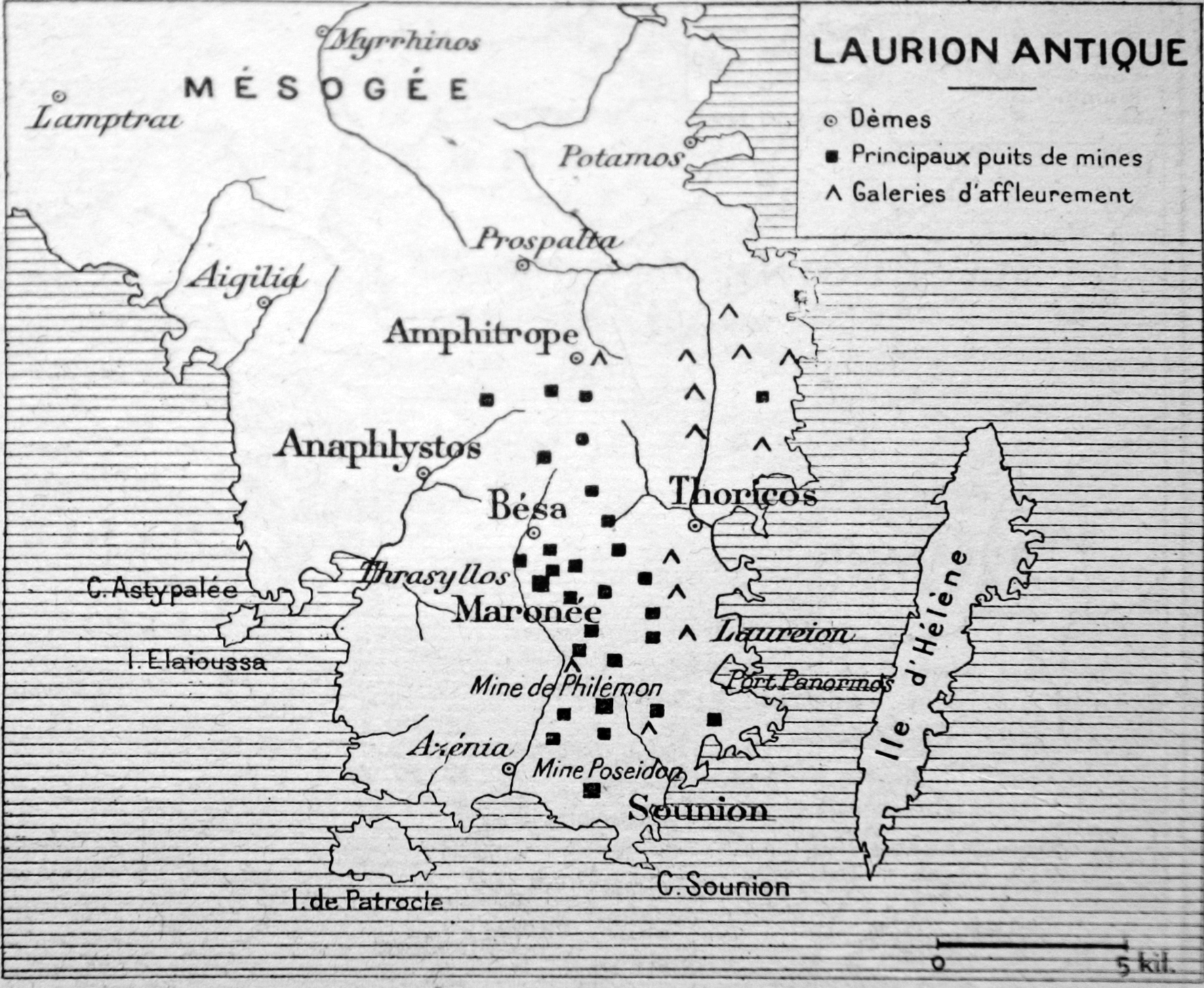
Mappa delle miniere del Laurio

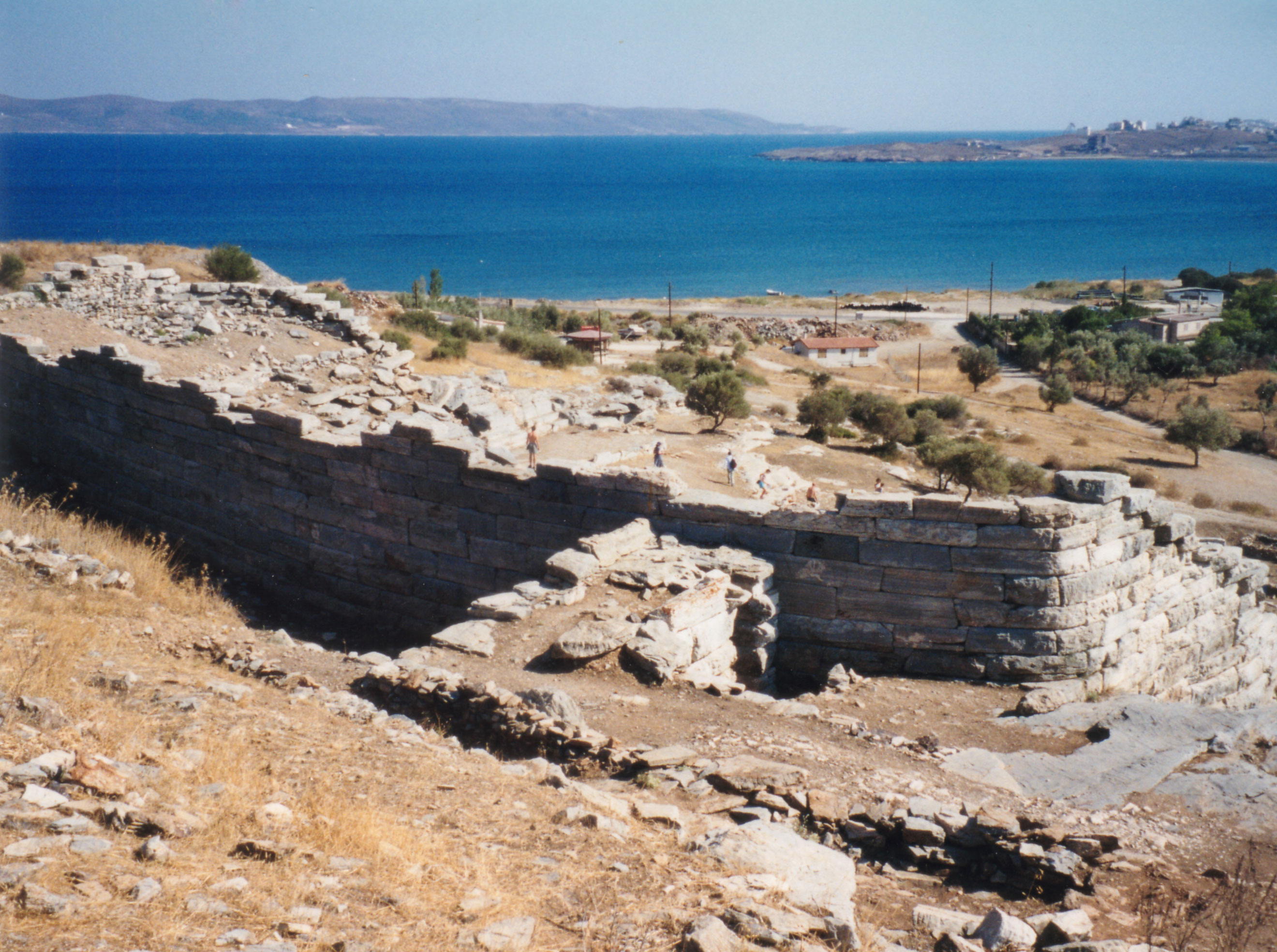
Rovine del teatro di Thorikos

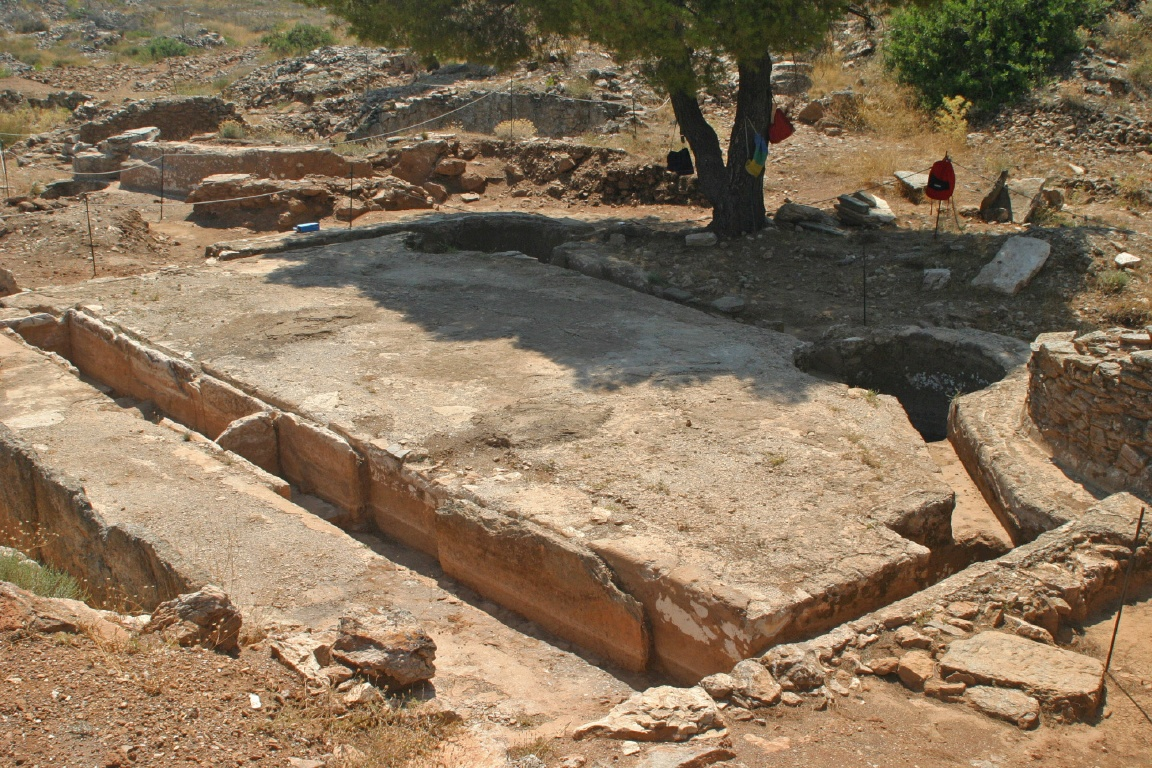
Tavola di lavaggio nelle miniere del Laurio

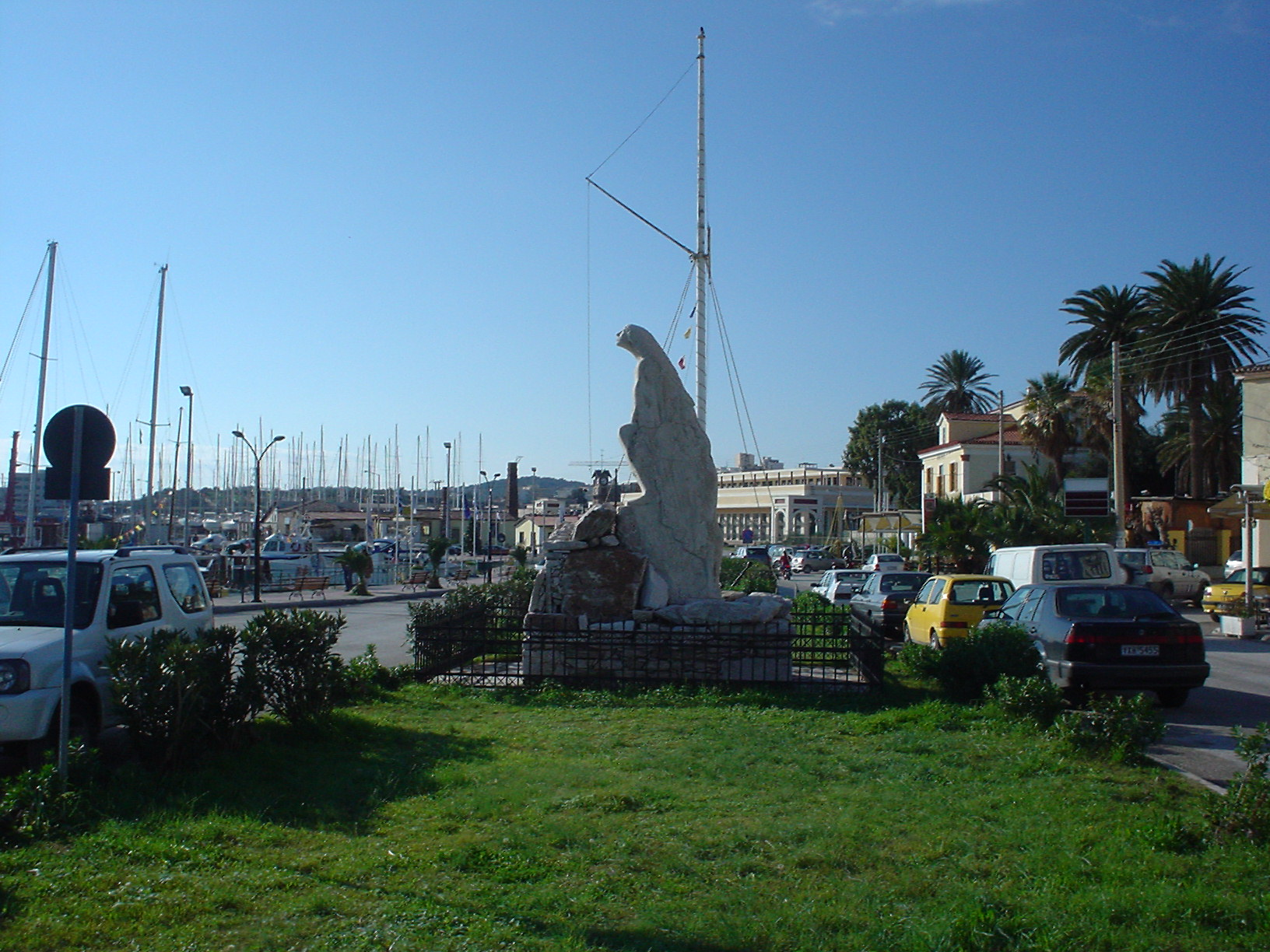
Panorama visto dal porto

Dopo la battaglia di Maratona (490 a.C.), Temistocle convinse gli Ateniesi ad investire le entrate previste di un'importante vena d'argento delle miniere del Laurio, attorno al 483 a.C., per aumentare la flotta ateniese portandola a 200 triremi, sostenendo quindi la nascita della potenza navale ateniese. Le miniere, di proprietà dello stato, venivano solitamente appaltate per una somma fissa, ed una percentuale sulla lavorazione. Veniva utilizzato solo il lavoro degli schiavi. Verso la fine del V secolo la produzione diminuì, in parte a causa dell'occupazione spartana di Decelea. Le miniere continuarono però ad essere utilizzate, anche se Strabone dice che in quel periodo il materiale veniva lavorato altrove, e Pausania parla delle miniere come di una cosa del passato.
Le antiche lavorazioni, costituite da gallerie per lo scavo del materiale e da tavole di lavaggio per il suo filtraggio, sono tuttora presenti in numerosi luoghi. Vi erano serbatoi ben congegnati che raccoglievano l'acqua piovana necessaria per il lavaggio del materiale, dato che non erano presenti sorgenti sotterranee o fiumi. Le miniere furono riprogettate all'inizio del XX secolo da compagnie francesi e greche, ma soprattutto per l'estrazione di piombo, manganese e cadmio. La popolazione della città moderna era, nel 1907, di 10 007 persone.

## Infrastrutture e trasporti
L'aeroporto Internazionale di Atene si trova a 35 km da Laurion, circa 30 minuti di auto. Laurion è collegata ad Atene (via auto) grazie alla superstrada Laurion/Sounio Leoforos e quindi alla Attiki Odos. Questo viaggio richiede circa un'ora.
Laurion era la stazione terminale della ferrovia Atene-Lavrion, dismessa nel 1957.

## Amministrazione

### Gemellaggi
- Mangalia
- Quimper, dal 21 luglio 2009